# 固有名詞学
固有名詞学（こゆうめいしがく）とは、あらゆる固有名詞とその起源を研究する学問である。固有名詞学から枝分かれした主要な学問として、地名を研究する地名学や、人名を研究する人名学（じんめいがく）がある。以下は、主に人名学の解説である。

## 人名学
ほとんどの文化では名前が一つあれば、特定の重要人物や有名人を指すに足りる。一方で、一つの人名だけでは不十分で、親愛の情がこもったニックネームや、その人の性格・家族・家庭・職業などに由来するあだ名に変えないといけない文化もある。世界のほとんどの地域では、個性に基づいたあだ名は先祖伝来の姓となっている。その姓が、姓の元になった先祖の本来のあだ名とあまり似ていない場合もあるかもしれない。
西洋のほとんどの文化圏では、姓名の順序は名・姓の順である。この順序は、名前に対しては「ファーストネーム」、姓に対しては「ラストネーム」と同意の熟語が広く使われていることに示される。しかし、東アジアやハンガリーでは伝統的に姓を名の前に置く慣習があり、西洋とは異なっている。西洋の文化では「ミドルネーム」という言葉が第二の名前を指す用語として使われている。（例えばジョン・フィッツジェラルド・ケネディのフィッツジェラルドのことである）しかし他の文化にあっては、第二の名前が別のものを意味する場合もある。ロシアでは第二の名前は父称である。例えばもし父親の名前がミハイル・イワノフならば、息子は誰でも「ミハイロビッチ」という第二の名前を持つことになる。ローマにおいては、第二の名前は実際のところ第二の姓であった。ユリウス・カエサルのフルネームはガイウス・ユリウス・カエサルである。ガイウスが彼の名前であり、ユリウスは氏族の名前であり、カエサルは氏族の中で彼が属していた支族の名前である。